# Husajn Šáh
Zillulláh Abú-l-Muzaffar Sultán Husajn Šáh (říjen 1668 – listopad 1726 Isfahán) byl perský šáh z dynastie Safíovců panující v letech 1694–1722. Byl nejstarším ze sedmi synů šáha Safího II. a vnukem jeho předchůdce Abbáse II. († 1666).
Šáh Husajn je v pramenech většinou popisován jako bigotní muž, podléhající vlivu bohoslovců a právníků, a do jisté míry neprávem mu bývá přisuzován rozvrat safíovské říše v 18. století, který měl dalekosáhlé důsledky pro celou oblast. Za Husajnovy vlády sice opravdu došlo k určitému uvolnění ústřední moci ve státě, avšak řada faktorů způsobujících krizi (např. vysoké daně) je mnohem staršího data – některé z nich se objevují již v době Abbáse Velikého.
Navenek přivodili rozvrat safíovské říše Afghánci z kmene Ghilzáj, jejichž náčelník Mír Uvajs se zmocnil Kandaháru spolu s přilehlým územím, aniž by mu v tom vláda v Isfahánu mohla zabránit. Uvajsův syn Mír Mahmúd se již odvážil vytáhnout do boje přímo proti Husajnovi, obklíčil ho v hlavním městě a 23. října 1722 jej donutil k abdikaci v jeho prospěch. Husajnův syn Tahmásp byl sice 24. listopadu prohlášen v Kazvínu novým šáhem, Afghánci ho však porazili a jeho vliv zůstal omezen jen na část Persie. Sám Husajn byl v roce 1726 zavražděn na příkaz bratrance Míra Mahmúda Ašrafa Šáha.